# Сельхозтехника (Луховицкий район)
Сельхозтехника — посёлок в городском округе Луховицы Московской области России, до 2017 года входил в состав сельского поселения Головачёвское Луховицкого района.
Расположен в 10 км от города Луховицы. Рядом с посёлком проходит ж/д Москва — Саратов, вблизи расположена станция «Подлипки». На территории посёлка разместились двух- и трёхэтажные дома с коммунальными удобствами городского типа, имеются средняя школа, библиотека, Дом культуры, магазин, детский сад. Посёлок газифицирован, котельная отапливается природным газом. Связан автобусным сообщением с окружным центром.
Посёлок возник на базе Подлиповской МТС, на её месте в 1960-е годы зародилось Ремтехпредприятие. МТС занималась ремонтом всей сельхозтехники: косилок, молотилок, культиваторов, плугов. Оно и послужило развитию посёлка. В 1961 году на базе «Сельхозснаба» — торговой базы, занимавшейся в то же время ремонтом комбайнов и тракторов всех типов, была создана Луховицкая «Сельхозтехника».
| 2002 | 2006 | 2010 |
| ---- | ---- | ---- |
| 824  | ↗854 | ↘764 |